# Піонертабір «Метростроя»
Піонертабір «Метростроя» (рос. Пионерлагерь «Метростроя») — присілок в Жуковському районі Калузької області Російської Федерації.
Населення становить 71 особу. Входить до складу муніципального утворення Село Радгосп Побєда.

## Історія
Від 2004 року входить до складу муніципального утворення Село Радгосп Побєда

## Населення
| 2002 | 2010 |
| ---- | ---- |
| 91   | ↘71  |